# Acetat de zinc
Acetatul de zinc este o sare a zincului cu acidul acetic cu formula chimică Zn(CH3CO2)2, fiind întâlnit sub formă de dihidrat Zn(CH3CO2)2·2H2O. Forma dihidratată și anhidră sunt solide incolore, utilizate ca supliment alimentar. Este utilizat și ca aditiv alimentar și are numărul E E650.